# Cacatua galerita
Il cacatua ciuffogiallo (Cacatua galerita) è un uccello della famiglia dei Cacatuidi, diffuso in Australasia.

## Distribuzione e habitat
La specie è diffusa in Australia, Indonesia e Papua Nuova Guinea. È stata introdotta in Nuova Zelanda, Palau, Porto Rico.